# Mijterschildwants
De mijterschildwants (Aelia acuminata) is een wants uit de familie van de schildwantsen (Pentatomidae). Andere benamingen zijn mijterwants, bisschopswants of streepwants.

## Algemeen
De mijterschildwants heeft een iets langwerpig lichaam dat met enige fantasie lijkt op een mijter. De kleur is lichtbruin met over de hele bovenzijde van het lichaam lichtere en donkere dunne lengtestrepen. Deze soort leeft van grassen en kan zowel schade aanrichten in hooivelden als nuttig zijn door aan (onkruid)grassen te zuigen in de akkerbouw. Deze soort is zeer algemeen in grote delen van Europa, en komt ook voor in Azië en in Afrika. De maximale lengte is ongeveer 9 millimeter. Hij lijkt heel veel op de in Nederland veel zeldzamere Aelia klugii, kleine mijterschildwants. Volwassen exemplaren kunnen goed vliegen en zijn ook snelle lopers, met name als ze opgewarmd zijn door de zon.

## Voortplanting
Er kunnen per jaar meerdere keren eitjes worden afgezet, en er wordt vermoed dat de vrouwtjes allemaal op ongeveer hetzelfde tijdstip eitjes afzetten, ondanks dat ze ver van elkaar leven. Deze synchronisatie komt overigens wel meer voor in de insectenwereld, het bekendste voorbeeld zijn de periodieke cicaden. De nimfen lijken al direct op de ouderdieren, hoewel nog vleugelloos.

## Kleine mijterschildwants (Aelia klugii)
Er zijn maar weinig verschillen tussen beide wantsen.  De kleine mijterschildwants (Aelia klugii) Hahn 1833 mist de duidelijke zwarte stippen aan de onderzijde van de midden- en achterdijen, die de mijterschildwants (Aelia acuminata) heeft. 

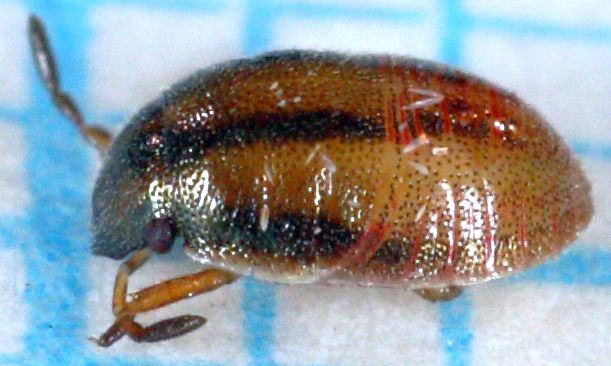
Nimf, eerste trap
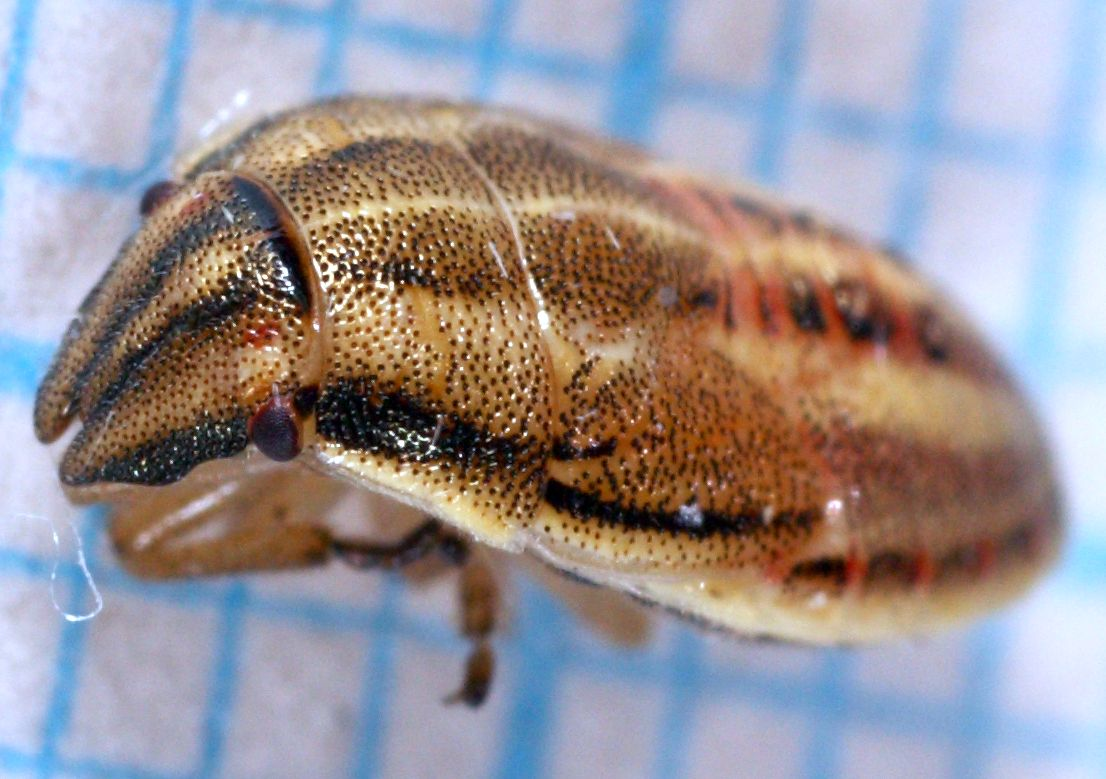
Nimf, laatste instar
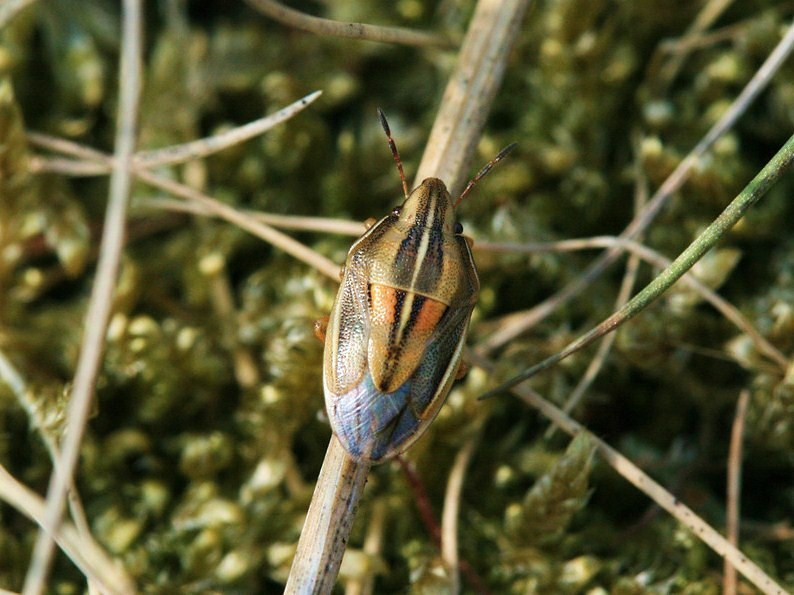
kleine mijterschildwants (Aelia klugii)
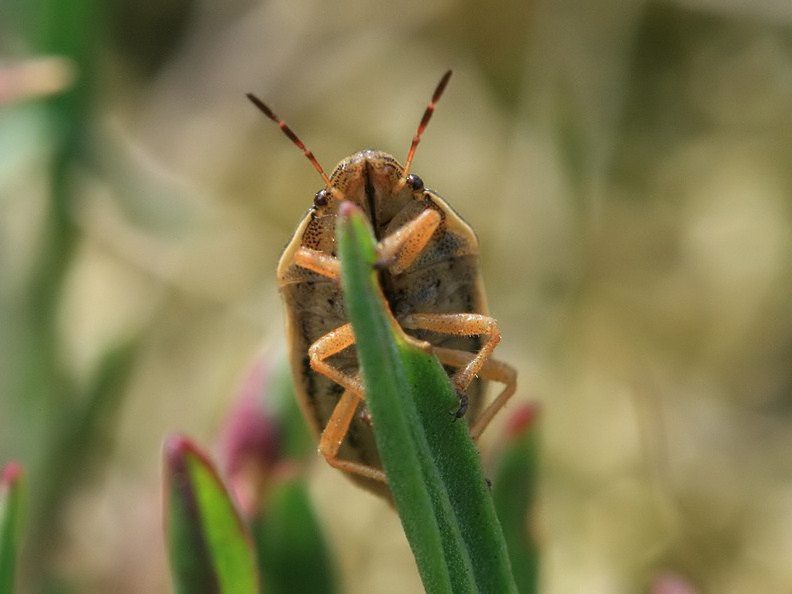
kleine mijterschildwants (Aelia klugii)

In Europa buiten Nederland zijn nog meer mijterschildwantsen. Namelijk:
- Aelia cognata Fieber 1868
- Aelia germari Kuster 1852
- Aelia notata Rey 1887
- Aelia rostrata Boheman 1852
- Op Iberië: Aelia cribrosa Fieber 1868